# ارين هاري
ارين هاري (بالإنجليزية: Warren Harry)‏ هو كاتب أغاني بريطاني، ولد في 1953 في أيلزبري في المملكة المتحدة، وتوفي في 14 مارس 2008 في Cymmer, Neath Port Talbot ‏ في المملكة المتحدة بسبب انصمام رئوي.

## وصلات خارجية
- ارين هاري على موقع ميوزك برينز (الإنجليزية)
- ارين هاري على موقع ميوزك برينز (الإنجليزية)
- ارين هاري على موقع ديسكوغز (الإنجليزية)
- ارين هاري على موقع ديسكوغز (الإنجليزية)
- ارين هاري على موقع ديسكوغز (الإنجليزية)